# HTL
 Denne artikel bør gennemlæses af en person med fagkendskab for at sikre den faglige korrekthed.

HTL er en forkortelse af det engelske udtryk Hydro Thermal Liquefaction, der er navnet på en teknologi, der anvendes til omdannelse af fast stoffer til flydende stoffer. 
Danske forskere undersøger teknologien til fremstilling af biobrændstof ved omdannelse af biomasse 
Først laves en grød af biomasse og vand af f.eks. gylle, spildevandsslam, alger og findelt halm. Grøden bringes under tryk og opvarmes til 400 °C, og med en katalysator starter en række kemiske omdannelser, der resulterer i dannelsen af flydende stoffer som kulbrinter eller flydende råolie, der kan raffineres på samme måde som olie fra fossile kilder